# Mihael Lendovšek
Mihael Lendovšek (Pseudonyme: Bogoslav, M. L. Rogacki, Mirko Sotlan, Mijo Lendov; * 15. August 1844 in Rohitsch; † 22. März 1920 in Makole) war ein slowenischer Schriftsteller und katholischer Geistlicher.
Der Bruder von Josip Lendovšek war nach der Priesterweihe 1869 Kaplan in Gonobitz, Pettau und ab 1883 schließlich in Maxau. Hier gründete er 1900 eine Vorschusskasse und eine landwirtschaftliche Genossenschaft.
Bereits als Gymnasiast verfasste er einen Beitrag für Andrej Einspielers Zeitschrift Slovenec und veröffentlichte Gedichte in den Almanachen Torbica und Lada und der Zeitschrift Novice. Neben theologischen Schriften und religiöser Dichtung  veröffentlichte er einige Dramen, darunter Slomskovo rojstvo zum 100. Geburtstag des Bischofs Anton Martin Slomšek, dessen Schriften er in sechs Bänden herausgab. Das Stück Ticnik (nach August von Kotzebues Der Käfig) wurde von Benjamin Ipavec vertont.

## Werke
- Kteri ho? (Welcher wird es?), Drama, 1866
- Ticnik (Der Käfig, nach August von Kotzebue), 1869
- Mos-beseda (Ein Mann, ein Wort), Drama, 1876
- A. M. Slomšeka Zbrani spisi (Anton Martin Slomšeks Gesammelte Werke), Hrsg., 6 Bände, 1876–99
- V. Orožnovi spisi (Valentin Orožens Werke), Hrsg., 1879
- Pastirski listi (Hirtenbriefe), 1890
- Divinae maiestatis verbi incarnati, 1897
- Slomškovo rojstvo (Slomšeks Geburt), Drama, 1900